# Diecezja Franceville
Diecezja Franceville – diecezja rzymskokatolicka w Gabonie. Powstała w 1974.

## Biskupi diecezjalni
- Bp Félicien-Patrice Makouaka (1974–1996)
- Bp Timothée Modibo-Nzockena (1996–2016)
- Bp Jean-Patrick Iba-Ba (2017–2020)
- Bp Ephrem Ndjoni (od 2022)